# Tadeusz Malinowski
Tadeusz Malinowski, poljski general, * 1888, † 1980.